# Hieracium episcotum
Hieracium episcotum es una especie de planta con flor del género Hieracium, de la familia Asteraceae, orden Asterales.

## Distribución
Hieracium episcotum se distribuye por Noruega.

## Taxonomía
Fue descrita científicamente por (Omang) Omang. Fue publicada en Nyt Mag. Naturvidensk.